# Sociale media

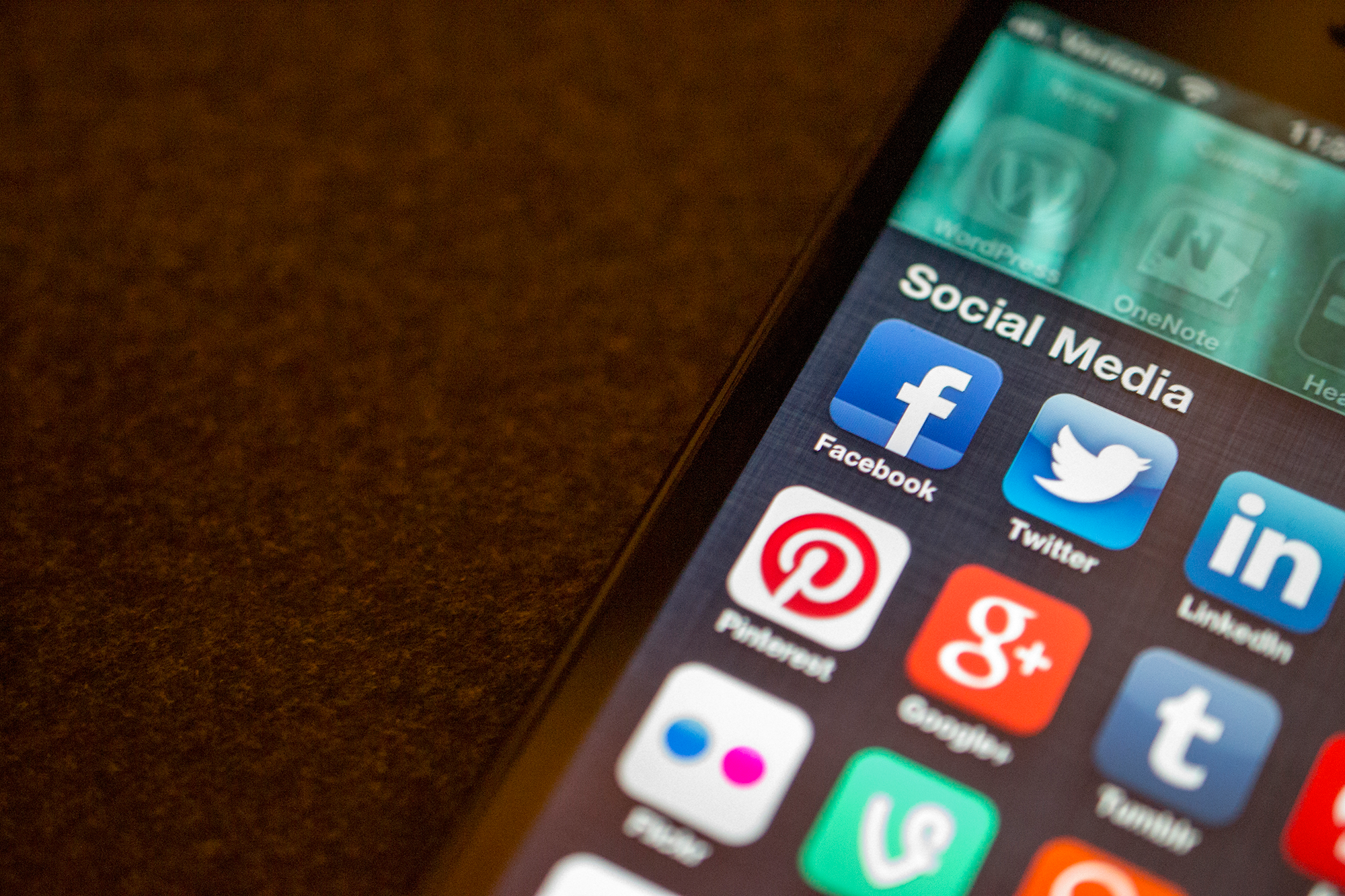
Verschillende sociale media op een smartphone

Sociale media (de Engelse termen social media en socials zijn ook in het Nederlands gangbaar) is een verzamelbegrip voor online platforms waar de gebruikers, zonder of met minimale tussenkomst van een professionele redactie, de inhoud verzorgen. Hoofdkenmerken zijn interactie en dialoog tussen de gebruikers.
Marketingprofessoren Kaplan en Haenlein definiëren sociale media als "een groep internetapplicaties die gebruikmaken van de ideologie en de technologie van Web 2.0 en de creatieve uitwisseling van User Generated Content". Er zijn onder andere de volgende sociale media: blogs, microblogs (bijvoorbeeld Mastodon, Tumblr, Bluesky en 𝕏; voor juli 2023 bekend als Twitter), groepschat-apps (bijvoorbeeld Snapchat), social bookmarking (bijvoorbeeld Pinterest), videosites (bijvoorbeeld YouTube, Vimeo en TikTok), internetfora, op samenwerking gebaseerde projecten als Wikipedia, en sociaalnetwerksites als Facebook, Reddit, LinkedIn en Instagram (en voorheen Google+, Orkut en Hyves). Ook chatapps op telefoons, zoals WhatsApp, worden gerekend tot sociale media.
Via deze media delen mensen verhalen, kennis en ervaringen. Dit doen zij door berichten te publiceren of door gebruik te maken van ingebouwde reactiemogelijkheden. Voorbeelden van dit laatste zijn weblogs, waar lezers reacties achterlaten op een reactieformulier of met trackbacks.

## Geschiedenis
Het is onduidelijk wie de Engelse term 'social media' voor het eerst heeft gebruikt. Omdat er nog altijd onenigheid is over de exacte definitie, is het moeilijk een scherp afgebakend overzicht te geven van de ontwikkelingsgeschiedenis van sociale media. 
De bekendste vorm van sociale media zijn sociaalnetwerksites. Het eerste voorbeeld hiervan (1997) was Six Degrees.
Toch werden reeds aan het eind van de jaren 1970 de mogelijkheden van computerondersteunde communicatie (CMC) verkend. Vroege voorlopers van sociale media waren Usenet (1980) en de eerste bulletin board systemen, zoals FidoNet, gevolgd door onder meer AOL (1989) en CompuServe. In 1994 ontstond GeoCities, daarna kwamen Friendster, Myspace en LinkedIn in 2003, in 2004 Orkut en Facebook.

## Verdienmodel
De winst van sociaalnetwerksites berustte doorgaans op de verkoop van persoonsgegevens van hun gebruikers voor reclamedoeleinden, meer bepaald om potentiële klanten zo gericht mogelijk aan te spreken. Dit roept vragen op over privacy, hoewel veel jongeren daar geen probleem in zagen. Eind de jaren 2010 kwam dit verdienmodel onder druk, zowel van consumenten als van overheden, zodat meer en meer werd gedacht aan betalende abonnementen: sedert 2018 bij YouTube Premium, in augustus 2022 bij Snapchat, eind 2022 bij Twitter, vanaf 2023 mogelijk ook bij Facebook en Instagram.

## Invloed

### Politiek
Politieke organisaties zetten geregeld sociale media in om hun doel te bereiken. Een opstand tegen de regering van Moldavië in 2009 wordt wel de "Twitterrevolutie" genoemd, omdat die website gebruikt werd voor het plannen van protestacties. En meer recent wordt de motor achter de politieke veranderingen in het Midden-Oosten (zoals Tunesië, Egypte en Syrië) toegeschreven aan de vrijheid en de communicatiemogelijkheden die sociale media bieden. Echter, er is kritiek op het toeschrijven van revoluties aan sociale media, omdat er ten tijde van de opstand in Moldavië zeer weinig Twitteraccounts in dat land actief waren en bij de Arabische Lente speelden sterke sociale verbanden en strategie een belangrijkere rol dan sociale media.

### Werkgevers
Werkgevers gebruiken sociale media om meer te weten komen over sollicitanten. De overheid gebruikt sociale media voor het ontdekken van fraude en andere criminaliteit en het meer te weten komen over de daders.

### Gedachte-experimenten
Sociale media kan ook worden gebruikt voor gedachte-experimenten, met name omdat onderzoekers op die manier in één klap een grote groep mensen kunnen bereiken. Een voorbeeld van zo'n gedachte-experiment is Man of beer uit 2024.

### Sociale media en kinderen
In Frankrijk werd in juni 2023 voor sociale media wettelijk een minimumleeftijd van 15 jaar vastgelegd, waaronder kinderen toestemming van hun ouders nodig hebben bij inschrijving, al is nog niet besloten over de precieze uitvoering, in afwachting van een mogelijke Europese regeling. In Australië moeten platforms als Facebook, Instagram, TikTok, X, Snapchat en Reddit er op termijn voor zorgen dat personen tot 16 jaar geen account kunnen maken. Ze mogen gebruikers echter niet dwingen om hun identiteitskaart of andere digitale identiteitsgegevens op te sturen. De overheid is bezig een systeem voor leeftijdverificatie te ontwikkelen. Platforms kunnen dat gaan gebruiken, of een eigen systeem.

## Neveneffecten
Het gebruik van sociale media brengt ook neveneffecten met zich mee:
- De gemakkelijke toegankelijkheid tot aankoopwebsites zorgt ervoor dat online shoppen met een paar klikken op het web snel kan worden afgehandeld. Voor de een valt dit onder gebruikersgemak, voor een ander leidt dit tot verslaving. Positieve recensies van enkele kopers kunnen het koopgedrag van sommige klanten beïnvloeden. Hierdoor wordt vlugger een aankoop gedaan, wat op termijn kan leiden tot buitensporige aankopen.[16]
- Wanneer een gebruiker van een socialmediaplatform een mededeling plaatst over een bepaald verkoopartikel/dienst of iets wat daaraan verwant is, kan dit tot gevolg hebben dat diegene door middel van cookies in kaart wordt gebracht bij de verkoper/producent van dat verkoopartikel/dienst. Commerciële partijen brengen gebruikersprofielen in kaart om hun producten beter te kunnen positioneren - en in sommige optieken: de klant beter te kunnen bespelen. Het handelsbelang is voor grote sociale media dan ook belangrijker dan het sociale aspect van de platformgebruikers. Het gaat dan dus vooral om de macht van de (juiste) algoritmes, wat weer van belang is voor datahandelaren.
- Zodra iets op het internet verschijnt, is dit voor een groot publiek beschikbaar. De grens met privacy wordt hierdoor dun. Mededelingen als Morgen eindelijk een week naar Italië. of Een dagje ontspanning in Center Parcs met het gezin betekenen voor criminelen een gelegenheid om toe te slaan bij de afwezigen.[17]
- Ontevreden klanten kunnen hun ontevredenheid uiten op het web. Winkels en bedrijven kunnen op hun beurt reageren op klachten. Opmerkingen waarbij reacties van ondernemers uitblijven, kunnen een slecht imago met zich meebrengen. Dit vergt vrijwel constante aandacht van ondernemers om de klanten tevreden te houden, wat enorm tijdrovend is.[18]
- Dat sociale media gemakkelijk toegankelijk zijn, opent de weg voor online pesten, dreigementen of afpersing. Ook wordt dit wel anoniem gedaan. Dit cyberpesten kan voor de tegenpartij psychisch een sterke impact hebben op het zelfbewustzijn met mogelijk een zware depressie of zelfs zelfmoord tot gevolg.[19]